# لئاندرو تروسار
لئاندرو تروسار (هلندی: Leandro Trossard؛ زادهٔ ۴ دسامبر ۱۹۹۴) بازیکن فوتبال اهل بلژیک است که برای باشگاه آرسنال بازی می‌کند.
از باشگاه‌هایی که در آن بازی کرده‌است می‌توان به خنک و برایتون اشاره کرد.